# Последний рейс (фильм, 2022)
«Последний рейс» (англ. Paradise Highway) — американо-германский неонуарный триллер 2022 года, снятый Анной Гуттормсгор в её режиссёрском дебюте в Голливуде и по её собственному сценарию. В ролях Жюльет Бинош, Фрэнк Грилло, Хала Финли и Морган Фриман.
Мировая премьера состоялась на интернет-платформах 29 июля 2022 года.
Картина вышла под слоганом: «Дорога к спасению».

## Сюжет
Водительница грузовика Салли вынуждена заниматься контрабандой запрещенных грузов, чтобы спасти своего брата от опасной тюремной банды, которая ему постоянно досаждает, пока он не выйдет на свободу через пару дней. 
Чтобы они оставили его в покое за его проколы, Салли нужно перевезти для одной банды одну последнюю посылку. Ею оказывается девочка-подросток Лэйла. Она находит в траке спрятанный Салли для самозащиты дробовик и, при передаче, тяжело ранит получателя.
Оперативники ФБР идут по её следу, но дальнобойщица всегда оказывается на один шаг впереди их. Во время рейса, женщина и девочка сближаются и скрываются теперь не только от полиции, но и от торговцев детьми, которые намерены заполучить сбежавший «товар» любой ценой.

## В ролях
- Жюльет Бинош — Салли
- Фрэнк Грилло — Деннис
- Хала Финли[англ.]  — Лейла
- Морган Фримен — консультант Герик
- Камерон Монахэн — специальный агент Финли Стерлинг
- Вероника Феррес — Роуз
- Кристиана Сидел — Клэр
- Дезире Вуд — Патти

## Производство
Съёмки фильма прошли на нескольких локациях в Миссисипи, в июле 2021 года.
Уже в августе того же года, отснятый материал был смонтирован и озвучен.
В октябре 2021 года, Lionsgate приобрело права на распространение фильма в Северной Америке.
Картина получила рейтинг MPAA: R (Лицам до 17 лет обязательно присутствие взрослого).